# إرنست أثرتون
إرنست أثرتون هو سياسي أسترالي، ولد في 22 مارس 1879 في Mareeba ‏ في أستراليا، وتوفي بنفس المكان في 29 يونيو 1954. نشط حزبياً في Country and Progressive National Party ‏. وقد انتخب عضو المجلس التشريعي لولاية كوينزلاند ‏.